# Svinná
Svinná je naseljeno mjesto u okrugu Trenčín u  Trenčínskom kraju u Slovačkoj.

## Stanovništvo
| Godina:     | 1994. | 2004.   | 2014.   | 2024.   |
| ----------- | ----- | ------- | ------- | ------- |
| Broj ljudi: | 1501  | 1516    | 1588    | 1594    |
| Razlika:    |       | +0,99 % | +4,74 % | +0,37 % |

| Godina:     | 2023. | 2024.   |
| ----------- | ----- | ------- |
| Broj ljudi: | 1603  | 1594    |
| Razlika:    |       | −0,56 % |

Prema podacima o broju stanovnika iz 2024. godine naselje je imalo 1594 stanovnika.

## Vanjske poveznice
|  | Zajednički poslužitelj ima još gradiva o temi Svinná |

- Službena stranica naselja (sl.)